# Manuel González González
Manuel González González (Beba, Mazaricos, 25 d'octubre de 1951) és un catedràtic de Filologia Romànica de la Universitat de Santiago de Compostel·la i actualment, director del Centro Ramón Piñeiro para a Investigación en Humanidades.
Es llicencià el 1974 amb la memòria A fala do Incio i es doctorà el 1980 amb la tesi O xugo e o carro: contribución ó estudio das denominacións dos apeiros de labranza en Galicia (inèdita).
Des del moment de la seva incorporació en la Universitat de Santiago, es dedicà a les investigacions dels problemes lingüístics i sociològics de Galícia, especialment en dialectologia i geografia lingüística, ja que fou coautor de l'Atlas Lingüístico Galego i col·laborà en l'Atlas Lingüístico de España e Portugal i l'Atlas Linguistique Roman.
Fou coordinador del Diccionario Manual da Lingua Galega (de 1991) i codirector, amb Constantino García, del Diccionario da Real Academia Galega (de 1997). En col·laboració amb Antón Santamarina Fernández fou responsable del Diccionario inverso da lingua galega (1990) i del Vocabulario ortográfico da lingua galega (VOLGa), la seva obra més rellevant.
Formà part de les comissions que redactaren les Bases prá unificación das normas lingüísticas do galego (1977) i les Normas Ortográficas e Morfolóxicas do Idioma Galego (1982 i 2003). Presidí la Comissió Tècnica que redactà el Plan Xeral de Normalización da Lingua Galega (PXNLG), aprovat en setembre de 2004.
Fins al 2005 dirigí l'Instituto da Lingua Galega (ILG).
Fou nomenat acadèmic numerari de la Real Academia Galega el 1992, institució de la que és secretari, alhora que dirigeix els seminaris de Sociolingüística i de Lexicografía de l'Acadèmia. Alhora, és director del Servizo de Terminoloxía de Galicia (Termigal) i del Centro Ramón Piñeiro para a Investigación en Humanidades (CIRP).
Des de 2009 és membre corresponent de la Secció Filològica de l'Institut d'Estudis Catalans.